# Maison de l'Âne
La « Maison de l'Âne » (Den Ezel en néerlandais) est une maison de style baroque située au numéro 39 de la Grand-Place de Bruxelles en Belgique, entre la « Maison de Sainte-Barbe » et la « Maison de Notre-Dame de Paix », au début de la rue au Beurre, au nord de la place.

## Historique
La maison fut réédifiée après 1695, soit après la destruction des maisons de la Grand-Place lors du bombardement de la ville par les troupes françaises de Louis XIV commandées par le maréchal de Villeroy.
Au XVIIIe siècle, elle portait le nom de « Den Esel ».
La « Maison de l'Âne » a été restaurée en 1916-1917  avec de la pierre de Gobertange, de la pierre bleue et de la pierre d'Euville.
À l'heure actuelle, son rez-de-chaussée abrite un marchand de chocolat.

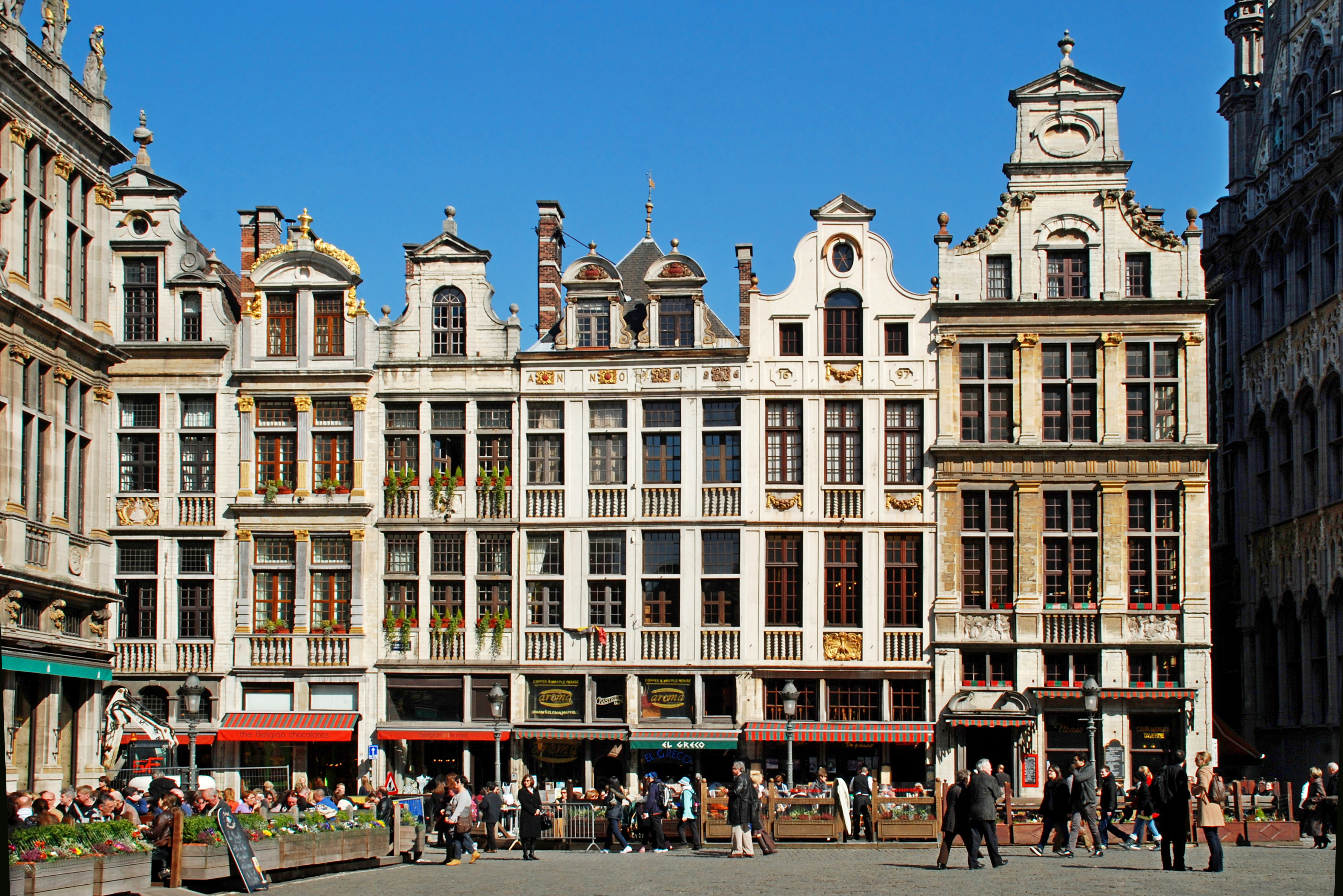
La Maison de l'Âne et ses voisines, sur le côté nord-est de la Grand-Place.

## Classement
Les façades et les toitures de toutes les maisons qui bordent la Grand-Place font l'objet d'un classement au titre des monuments historiques en tant qu'ensemble depuis le 19 avril 1977 sous la référence globale 2043-0065/0.
Le classement a été étendu à la totalité du bâtiment le 7 novembre 2002, sous la référence 2043-0065/039.

## Architecture
La « Maison de l'Âne » présente une étroite façade de deux travées, qui alterne la pierre blanche et la pierre bleue rehaussée de dorures au niveau des pilastres et des balustres.
Le premier étage est orné de fenêtres à croisillons dont les allèges sont ornées de balustres rehaussés de dorures, et qui sont séparées par des pilastres surmontés de chapiteaux ioniques supportant un entablement à l'antique sans ornementation.
Le deuxième étage présente des fenêtres à croisillons sans allège séparées par de magnifiques pilastres cannelés surmontés de chapiteaux à feuilles d'acanthe, qui supportent un entablement en tous points semblables à celui du premier étage.
La façade est couronnée par un pignon comportant deux fenêtres surmontées d'un fronton courbe intégrant un petit œil-de-bœuf et portant un vase de pierre doré et de lourdes guirlandes de fruits dorés.

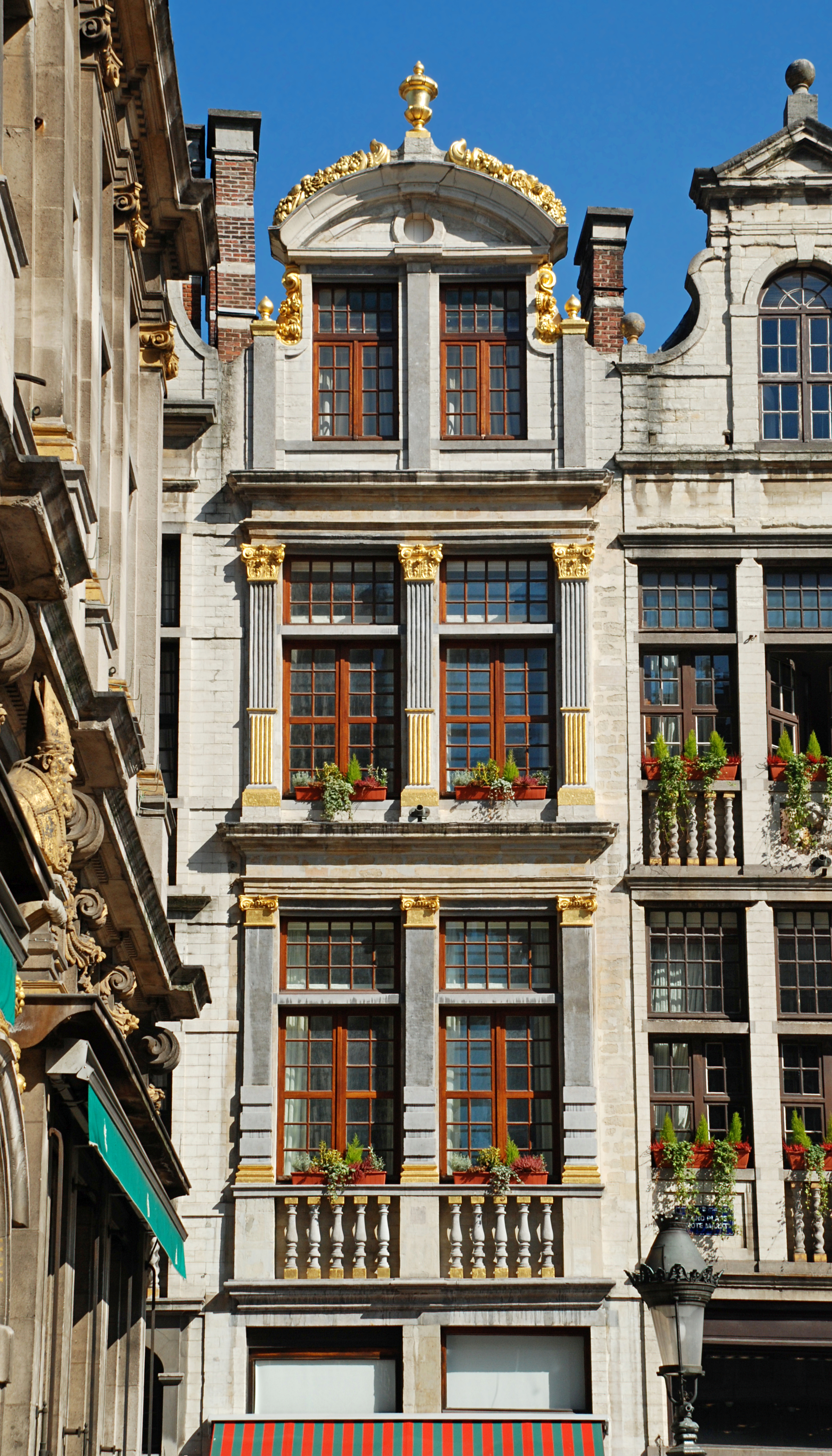
L'élévation de la façade.
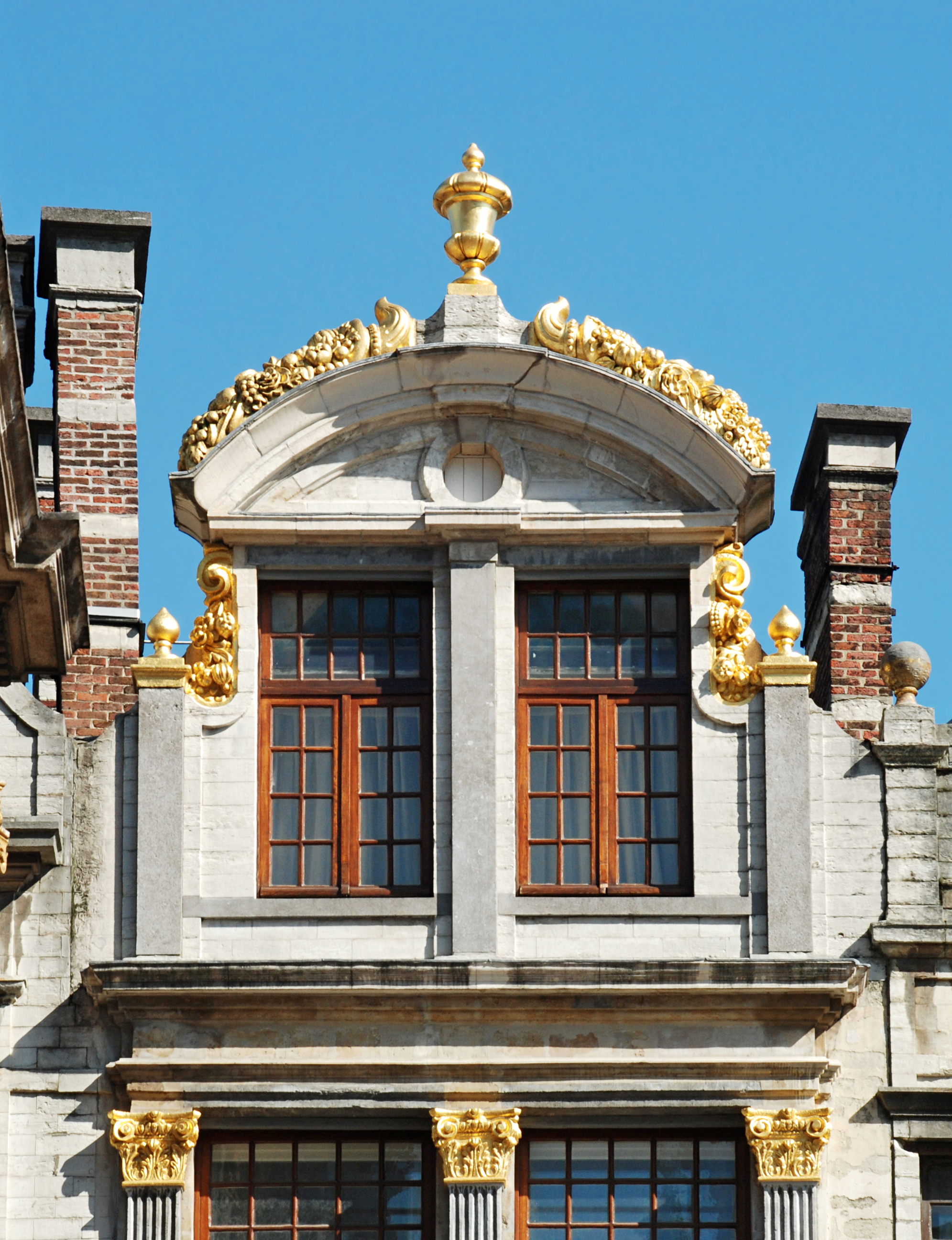
Le pignon.
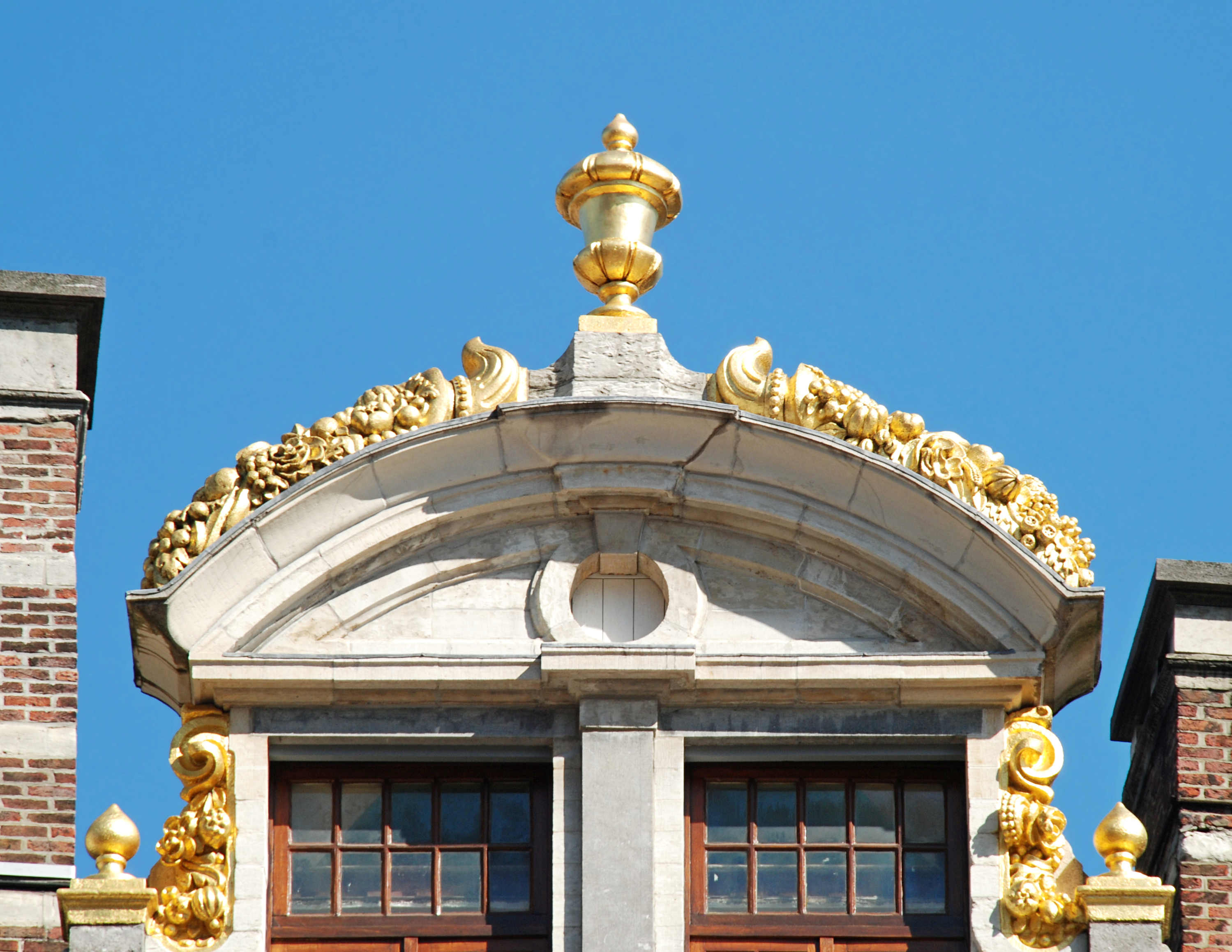
Le couronnement du pignon.
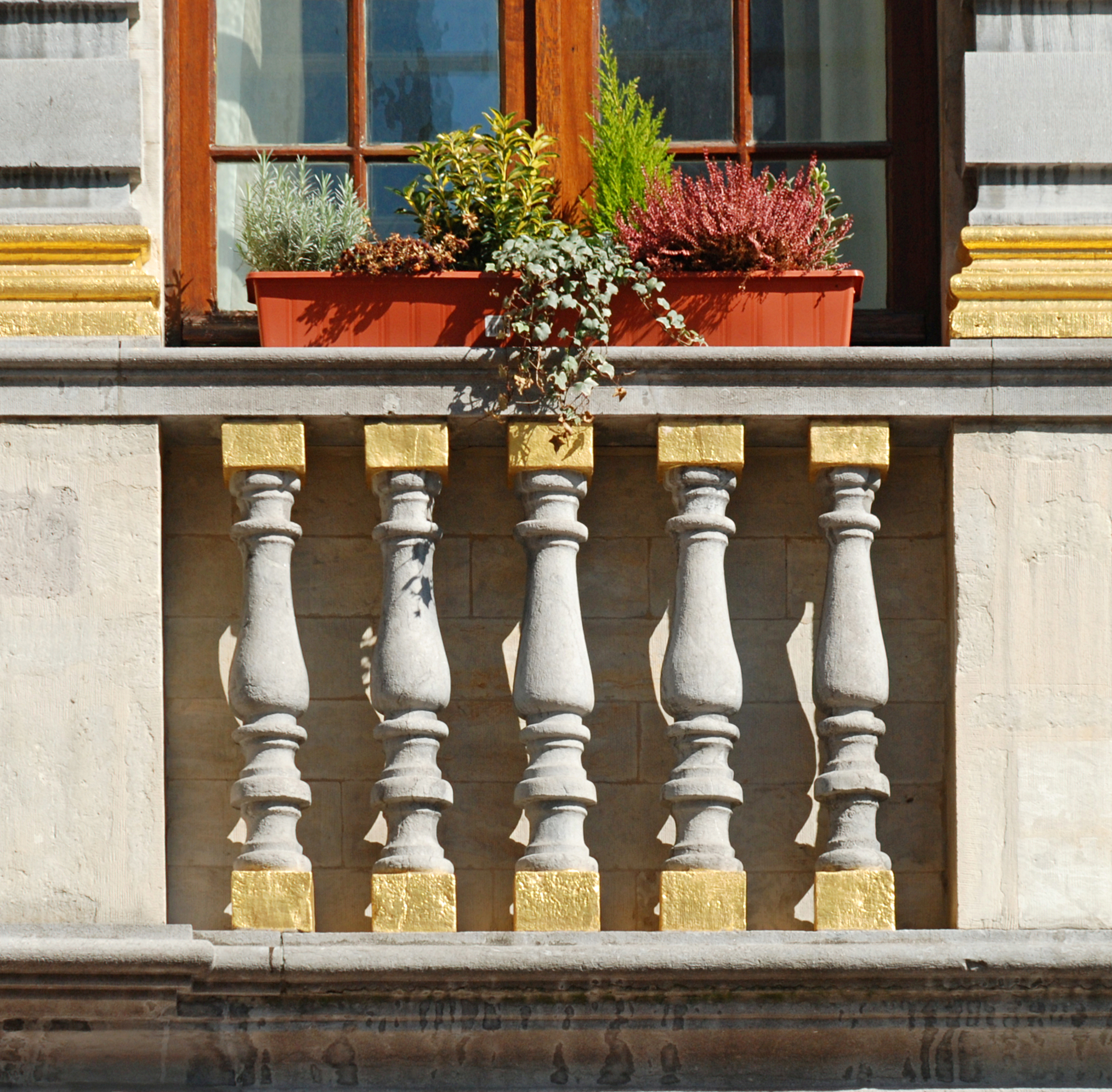
Balustres.